# وس مور
وس مور (انگلیسی: Wes Moore؛ زادهٔ ۱۵ اکتبر ۱۹۷۸) سیاست‌مدار اهل ایالات متحده آمریکا است. وی همچنین برندهٔ جوایزی همچون بورسیه رودز شده است.